# Наука и технологии Туркменистана
Наука и технологии Туркменистана определены государственной политикой в отношении развития науки, технологий и инноваций.

## Социально-экономический контекст
Туркменистан претерпевает быстрые изменения — с небольшими социальными потрясениями — с момента избрания президента Гурбангулы Бердымухамедова в 2007 году (переизбран в 2012 году) после смерти «пожизненного президента» Спарамурата Ниязова. Туркменистан переходит к рыночной экономике с тех пор, как эта политика была закреплена в Конституции в 2008 году. Параллельно, однако, правительство предлагает минимальную заработную плату и продолжает субсидировать широкий спектр товаров и услуг, включая газ и электричество, воду, удаление сточных вод, телефонную связь, общественный транспорт (автобусные, железнодорожные и местные рейсы) и некоторые строительные материалы (кирпич, цемент, шифер).

Тенденции роста ВВП в Центральной Азии, 2000—2013

Политика экономической либерализации осуществляется постепенно. Таким образом, по мере повышения уровня жизни некоторые субсидии были отменены. Например, на муку и хлеб в 2012 году. Туркменистан имеет одну из самых быстрорастущих экономик в мире. Введя фиксированный обменный курс от 1 до 2,85 туркменских манатов к доллару США в 2009 году, президент сделал шаг к исчезновению чёрного рынка, что сделало экономику более привлекательной для иностранных инвестиций.
Частный сектор появился с открытием первого в стране металлургического комбината и развитием химической промышленности и других отраслей легкой промышленности в строительстве, агропродовольственной и нефтеперерабатывающей промышленности. Туркменский газ в настоящее время экспортируется в Китай, и страна разрабатывает одно из крупнейших газовых месторождений в мире, Галкыныш, с предполагаемыми запасами 26 триллионов кубических метров газа. Аваз на Каспии был превращен в курорт, со строительством десятков отелей, способных вместить более 7 000 туристов. В 2014 году строились около 30 отелей и домов отдыха.
Только в 2012 году в стране начался настоящий строительный бум, в котором за год было построено 48 детских садов, 36 средних школ, 25 спортивных академий, 16 стадионов, 17 медицинских центров, 8 больниц, 7 культурных центров и 1,6 миллиона квадратных метров жилья. По всей стране строятся дороги, торговые центры и промышленные предприятия. Железнодорожный транспорт Туркменистана и столичные поезда были модернизированы, и страна закупает самые современные самолёты.

ВВП в Центральной Азии по секторам экономики, 2005—2013

В 2014 году в школах по всей стране проводилась реконструкция, были заменены 20-летние учебники и внедрены современные мультимедийные методы обучения. Все школы, университеты и исследовательские институты оснащены компьютерами, широкополосными и цифровыми библиотеками. Интернет был доступен для общественности только с 2007 года, что объясняет, почему только 9,6 % населения имело к нему доступ в 2013 году. Это является самым низким показателем в Центральной Азии.
Перемещение внутри страны стало легче с устранением контрольно-пропускных пунктов — когда-то между Ашхабадом и Туркменабатом их было не менее десяти. Это развитие должно способствовать мобильности ученых по всей стране.

## Приоритеты исследований

### Двенадцать приоритетных областей
Президент Бердымухамедов гораздо больше привержен науке, чем его предшественник. В 2009 году он восстановил Туркменскую Академию наук и её известный Институт Солнца, оба датируемые советской эпохой. Исследование потенциального использования солнечной энергии и других возобновляемых источников энергии является одним из 12 приоритетных направлений исследований, определённых президентом в 2010 году. Полный список выглядит следующим образом:
- Добыча и переработка нефти и газа и добыча других полезных ископаемых;
- Развитие электроэнергетики с изучением возможности использования альтернативных источников энергии: солнца, ветра, геотермальной энергии и биогаза;
- Сейсмология;
- Транспорт;
- Развитие информационных и коммуникационных технологий;
- Автоматизация производства;
- Охрана окружающей среды и, соответственно, внедрение экологически чистых технологий, не производящих отходы;
- Развитие методов селекции в аграрном секторе;
- Медицина и фармацевтика;
- Природные науки;
- Гуманитарные науки, в том числе изучение истории страны, культуры и фольклора.

### Институт Солнца
Институт Солнца был восстановлен президентом в 2009 году и с тех пор был переименован в Институт солнечной энергии. Хотя Туркменистан наделен богатыми запасами нефти и газа и производит достаточно электроэнергии для собственных нужд, трудно проложить линии электропередач в горах Копетдаг или в засушливых районах страны: около 86 % Туркменистана составляют пустыни. Ветер в данной местности и солнечная энергия способны обойти эту проблему и создать рабочие места.
Ученые из Института Солнца реализуют ряд долгосрочных проектов, таких как разработка мини-солнечных аккумуляторов, солнечных батарей, ветряных и солнечных фотоэлектрических установок и автономных промышленных мини-биодизельных установок. Эти подразделения будут использоваться для развития засушливых районов и территории вокруг Туркменского озера, а также для развития туризма в Авазе на побережье Каспийского моря. В изолированных частях страны ученые-солнце работают над схемами для откачки воды из скважин и скважин, переработки бытовых и промышленных отходов, производства биодизеля и органических удобрений и разведения «безотходного» скота. Их достижения включают солнечные установки для сушки и опреснения, выращивание водорослей в солнечных фотобиореакторах, «солнечную» печь для высокотемпературных испытаний, солнечные теплицы и установку для производства биогаза. На острове Гызылсу в Каспийском море установлена ветроэнергетическая установка для подачи воды в местную школу.
В рамках проекта «Темпус» ученые-солнце обучались (или проходили переподготовку) с 2009 года в Техническом университете Горной академии Фрайберга (Германия). Ученые «Солнца» также изучают возможность производства кремния из песков Каракум для фотоэлектрических преобразователей благодаря гранту Исламского банка развития.

## Модернизация исследовательской инфраструктуры

### Создание исследовательских центров
Многие национальные исследовательские институты, созданные в советское время, устарели с развитием новых технологий и изменением национальных приоритетов. Это привело к тому, что с 2009 года Туркменистан сократил число своих исследовательских институтов, сгруппировав существующие для создания исследовательских центров. Несколько институтов Туркменской Академии Наук были объединены в 2014 году: Институт Ботаники был объединен с Институтом лекарственных растений, затем став Институтом биологии и лекарственных растений; Институт Солнца был объединен с Физико-математическим институтом и стал Институтом солнечной энергии; Институт сейсмологии объединился с Государственной службой сейсмологии, став Институтом сейсмологии и физики атмосферы.

### Развитие технопарков
Туркменистан развивает технопарки в рамках усилий по модернизации инфраструктуры. В 2011 году началось строительство технопарка в селе Бикрова близ Ашхабада. Он объединит научные, образовательные, промышленные объекты, бизнес-инкубаторы и выставочные центры. В технопарке будут проводиться исследования по альтернативным источникам энергии (солнце, ветер) и освоению нанотехнологий.

### Национальное космическое агентство
В 2011 году президент подписал указ о создании Национального космического агентства, которое будет отвечать за мониторинг орбиты Земли, запуск служб спутниковой связи, проведение космических исследований и эксплуатацию искусственного спутника над территорией Туркменистана.

### Новый университет
Туркменский государственный институт нефти и газа был основан в 2012 году, а год спустя был преобразован в Международный университет нефти и газа. Построенный на участке площадью 30 гектаров, который включает в себя Центр информационных технологий, он может вместить 3000 студентов. В результате количество учебных заведений и университетов в стране достигает 16, включая одно частное учебное заведение.

## Человеческие ресурсы

### Карьерный рост
Правительство ввело ряд мер, чтобы поощрить молодых людей делать карьеру в области науки или техники. Они включают ежемесячное пособие на протяжении всего курса обучения для студентов, обучающихся в области науки и техники, и специальный фонд, предназначенный для исследований молодых ученых в приоритетных областях для правительства, а именно:
- внедрение инновационных технологий в сельском хозяйстве;
- экология и рациональное использование природных ресурсов;
- экономия энергии и топлива;
- химические технологии и создание новых продуктов;
- строительство;
- архитектура;
- сейсмология;
- медицина и производство лекарств;
- информационные и коммуникационные технологии;
- экономика;
- гуманитарные науки.

Трудно оценить влияние правительственных мер в пользу исследований, поскольку Туркменистан не предоставляет данных о высшем образовании, расходах на исследования или исследователях.

### Гендерные проблемы
Один из первых законов, принятых под председательством Бердымухамедова, предложил государственную гарантию равенства женщин в декабре 2007 года. Около 16 % парламентариев — женщины, но данных о женщинах-исследователях нет. Группа женщин-ученых создала клуб, чтобы поощрять женщин выбирать научную карьеру и расширять участие женщин в государственных программах по науке и технике и в кругах принятия решений. В 2015 году заведующей кафедрой была Эджегуль Ходжамадова, старший научный сотрудник Института истории Академии наук. Члены клуба встречаются со студентами, читают лекции и дают интервью средствам массовой информации. Клуб поддерживается Союзом женщин Туркменистана, который организовал ежегодное собрание более 100 женщин-ученых в Национальный день науки (12 июня) с момента его учреждения в 2009 году.

Научные публикации из Центральной Азии, каталогизированные «Расширенным индексом научного цитирования», 2005—2014 годы

## Тенденции в результатах исследований
Число научных публикаций, опубликованных в Центральной Азии, выросло почти на 50 % в период с 2005 по 2014 год, во многом благодаря Казахстану, который обогнал Узбекистан за этот период и стал самым плодовитым научным издателем в регионе (по данным Web of Science). Туркменские ученые опубликовали больше всего статей в области математики в период с 2008 по 2014 год. Научные результаты выросли в период с 2005 по 2014 год с 7 до 24 статей в год. Это соответствует пяти научным статьям на миллион жителей в 2014 году. Это соотношение такое же, как и в Таджикистане.
Для сравнения, казахстанские учёные утроили выпуск статей до 600 в год в период с 2005 по 2014 год. Их вклад составил 35 % статей из Центральной Азии, зарегистрированных в базе данных Thomson Reuters в 2005 году, и до 56 % в 2014 году. Казахстанская продукция, тем не менее, остается скромной. В 2014 году в Казахстане было 36 статей на миллион жителей по сравнению с 15 на миллион для Киргизии и 11 на миллион для Узбекистана.
Основными партнерами туркменских учёных в период с 2008 по 2014 год были Турция (50 статей), Российская Федерация (11 статей), США и Италия (по 6), Китай и Германия (по 4).
В период с 2008 по 2013 год в Ведомстве США по патентам и товарным знакам не было зарегистрировано ни одного туркменского патента, по сравнению с пятью для казахстанских изобретателей и тремя для узбекских изобретателей. Киргизия и Таджикистан также не зарегистрировали патентов за этот период.

Совокупное количество статей по странам Центральной Азии за период с 2008 по 2013

## Международное сотрудничество
Туркменистан поощряет международное сотрудничество с крупными научными и образовательными центрами за рубежом, включая долгосрочные партнерские отношения. С 2009 года в Туркменистане регулярно проводятся международные научные встречи для содействия совместным исследованиям и обмену информацией и опытом.
Как и другие четыре центрально-азиатские республики, Туркменистан является членом нескольких международных органов, включая Организацию по безопасности и сотрудничеству в Европе, Организацию экономического сотрудничества и Шанхайскую организацию сотрудничества. Все пять республик Центральной Азии также являются членами Программы Центральноазиатского регионального экономического сотрудничества (ЦАРЭС), в которую также входят Афганистан, Азербайджан, Китай, Монголия и Пакистан. В ноябре 2011 года 10 стран-членов приняли Стратегию ЦАРЭС-2020 - план развития регионального сотрудничества. В течение десятилетия до 2020 года, 50 миллиардов долларов США инвестируется в приоритетные проекты в области транспорта, торговли и энергетики для повышения конкурентоспособности членов. Центрально-азиатские республики, не имеющие выхода к морю, осознают необходимость сотрудничества для поддержания и развития своих транспортных сетей, а также энергетических, коммуникационных и ирригационных систем. Только Казахстан и Туркменистан граничат с Каспийским морем, и ни одна из республик не имеет прямого выхода к океану, что затрудняет транспортировку углеводородов, в частности, на мировые рынки.
Принимая во внимание, что Кыргызстан, Таджикистан и Казахстан являются членами Всемирной торговой организации с 1998, 2013 и 2015 годов, соответственно, Узбекистан и Туркменистан приняли политику самообеспечения.